# Coutansouze
Coutansouze – miejscowość i gmina we Francji, w regionie Owernia-Rodan-Alpy, w departamencie Allier.

## Demografia
Według danych na rok 1990 gminę zamieszkiwały 103 osoby, a gęstość zaludnienia wynosiła 8 osób/km². W styczniu 2015 r. Coutansouze zamieszkiwały 132 osoby, przy gęstości zaludnienia wynoszącej 10,2 osób/km².